# Rúter inalámbrico

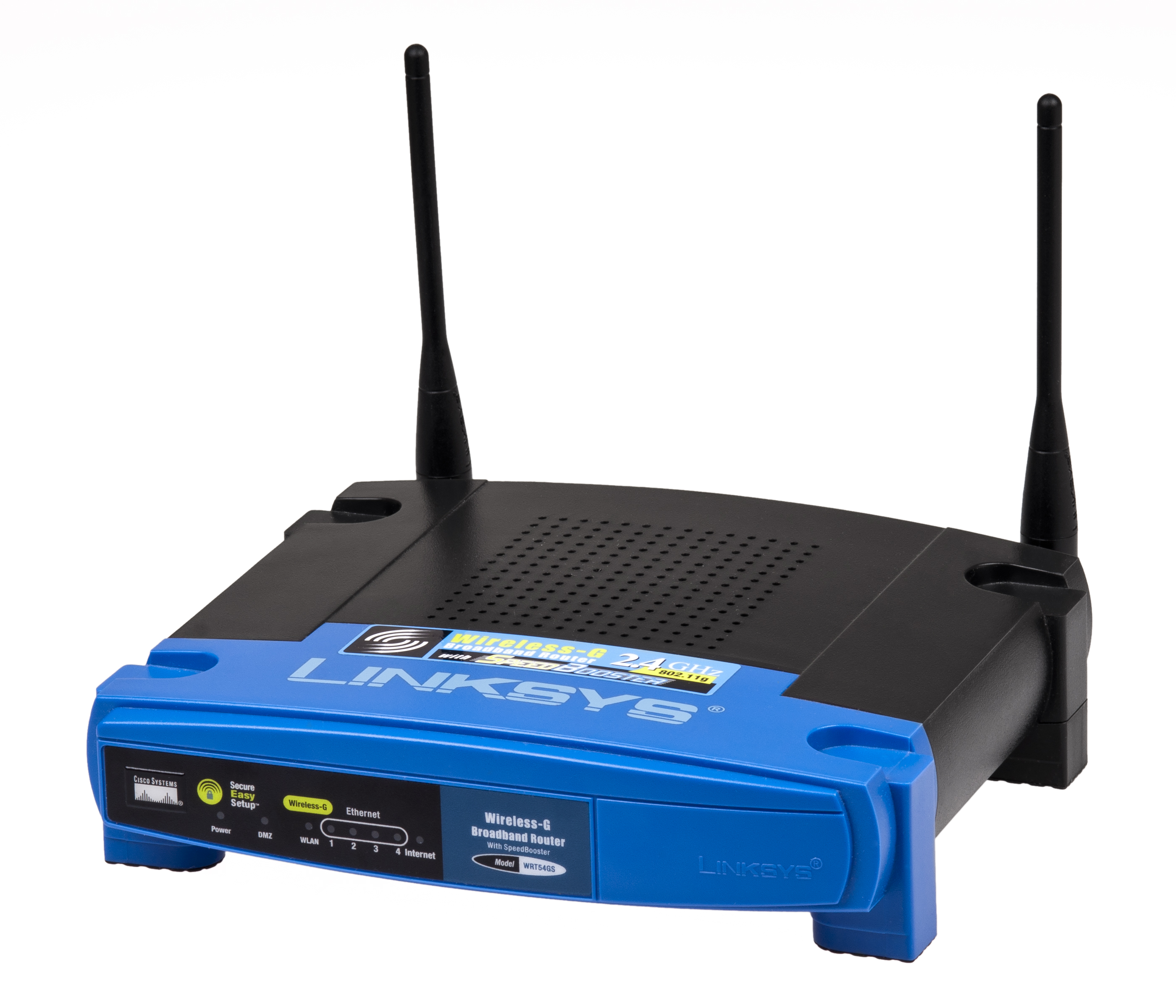
El enrutador inalámbrico Linksys WRT54G que soporta solo 802.11b y 802.11g. Su firmware OEM dio lugar a OpenWrt

Un rúter inalámbrico es un dispositivo que realiza las funciones de un enrutador, pero también incluye las funciones de un punto de acceso inalámbrico. Se utiliza normalmente para proporcionar acceso a Internet o en una red informática. No se requiere un enlace por cable, puesto que la conexión se realiza  de manera inalámbrica, a través de ondas. Puede funcionar con LAN cableada (local area network), con una LAN inalámbrica (WLAN), o con una red mixta cableada/inalámbrica, dependiendo del fabricante y el modelo.

## Características

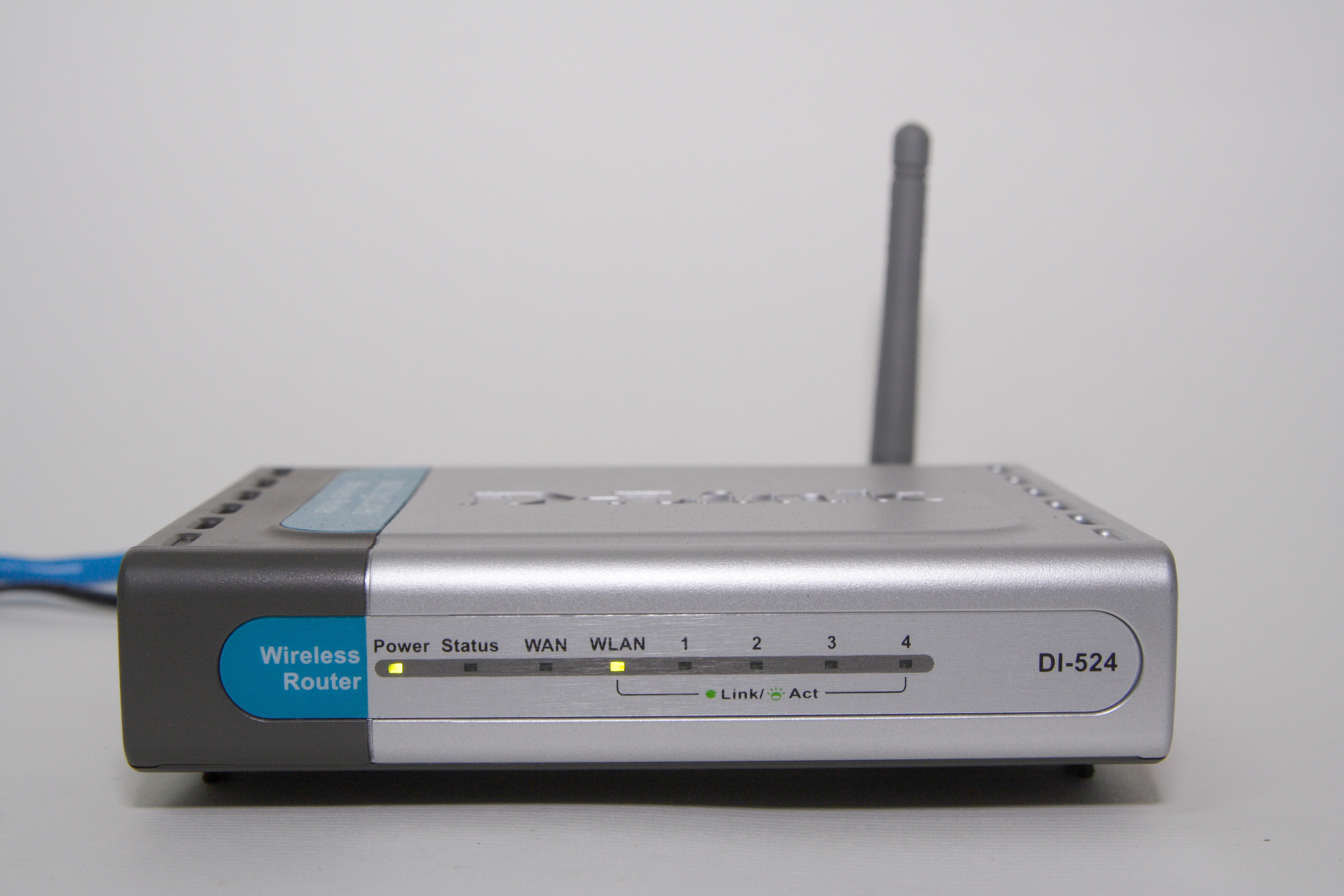
Modelo temprano de enrutador inalámbrico.

La mayoría de los routers inalámbricos actuales suelen tener las siguientes características:
- Una o diversas NICs que admiten Fasto Ethernet o Gigabit Ethernet integradas al ZOCO principal.
- Algunos routers más nuevos tienen Link Aggregation que permiten utilizar dos puertos juntos mejorando el rendimiento y la redundancia.[1]
- Uno o varios WNIC que apoyan a una parte de la familia estándar IEEE 802.11 también se integraron al ZOCO principal o como chips separados a la placa de circuito impreso. También puede ser una tarjeta diferente conectada a través de una interfaz MiniPCI o MiniPCIe.
- A menudo, un conmutador Ethernet que soporta Gigabit Ethernet o Fasto Ethernet, con apoyo para IEEE 802.1Q , integrado en el ZOCO principal (Zocos MediaTek ) o como Chip separado a la placa interna PCB.
- Algunos incluyen un módem 4G-LTE integrado, entre otros tipo de módem cómo: módem xDSL, módem DOCSIS o módem de fibra óptica.
- Los hay compatibles con IEEE 802.11ac.
- Hay routers inalámbricos de banda dual que operan simultáneamente en bandas de 2,4 GHz y 5 GHz.
- Muchos routeres inalámbricos de banda dual tienen tasas de transferencia de datos superiores a los 300 Mbit/s (banda 2,4 GHz) y 450 Mbit/s (banda 5 GHz).[2]
- Algunos routers inalámbrico proporcionan múltiples transmisiones que permiten multiplicar las tasas de transferencia de datos (es decir, un enrutador inalámbrico de tres canales permite transferencias de hasta 1.3 Gbit/s a las bandas de 5 GHz).
- El botón del clon Wi-Fi simplifica la configuración de Wi-Fi y crea una red doméstica unificada sin fisuras, que permite la extensión Super Range, lo que significa que puede copiar automáticamente el SSID y la contraseña del enrutador.[3]
- Hay routers inalámbricos que tienen uno o dos puertos USB. Para los routers inalámbricos que tienen un puerto USB, se designa para la impresora o la unidad de disco llevar externo del escritorio. Para los routers inalámbricos que tienen dos puertos USB, uno se designa para la impresora y el otro suele estar diseñado para una unidad de disco llevar externa de sobremesa o móvil.[4]
- Algunos routers inalámbricos tienen un puerto USB diseñado específicamente para conectar el módem de banda ancha, para conectar el enrutador inalámbrico a un Ethernet con xDSL o módem por cable.[5] Por lo tanto, se puede insertar un adaptador USB de banda ancha móvil al enrutador para compartir la conexión a Internet de banda ancha móvil a través de la red inalámbricas.[6]

## Rúteres 4G-LTE

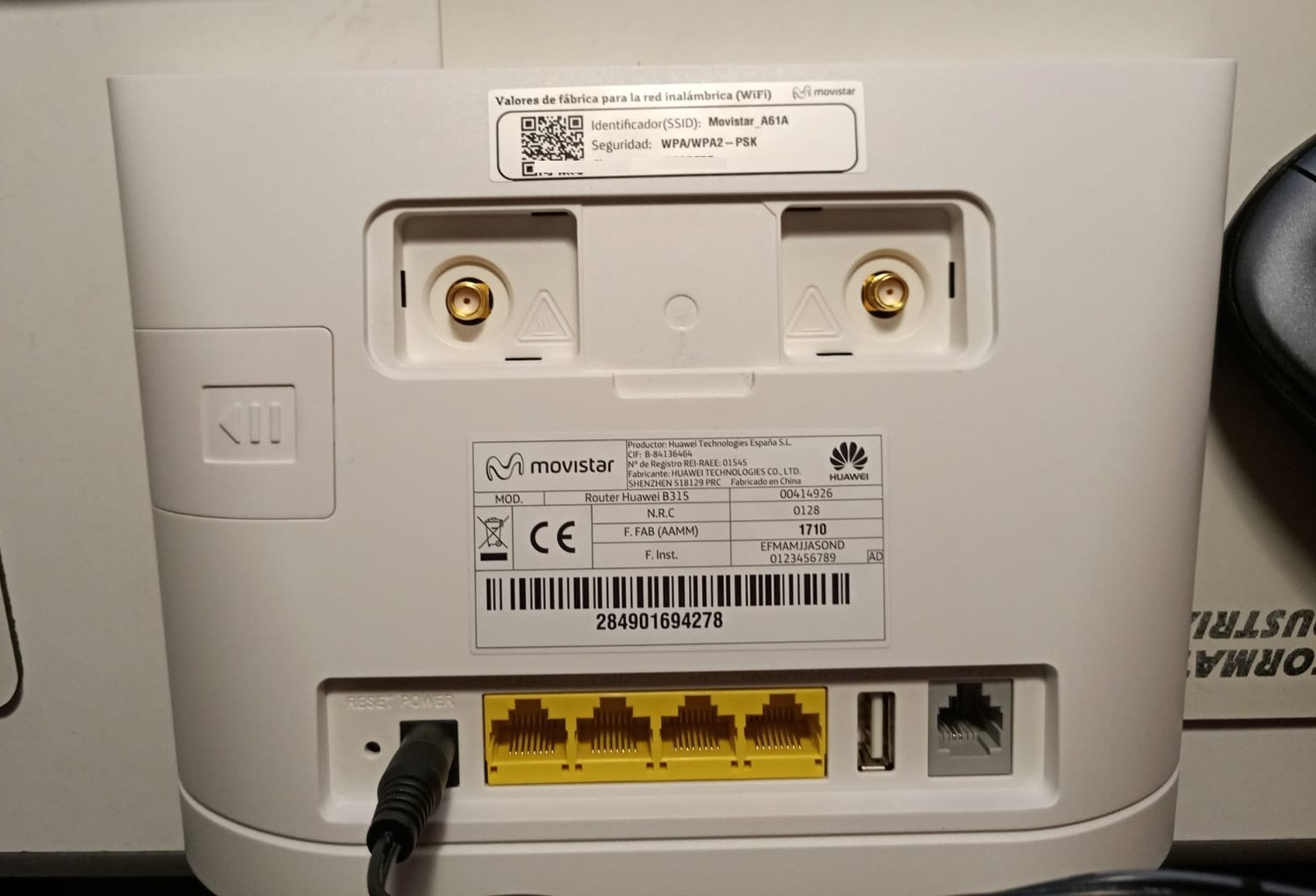
Enrutador inalámbrico 4G-LTE.

Hay una familia de rúteres inalámbricos que incluyen un módem 4G-LTE integrado. Los routers 4G-LTE suelen ser una opción con un rendimiento aceptable en cualquier lugar donde se necesite una conexión a Internet en el que, a pesar de no tener conexión por cable o fibra óptica, se tenga cobertura 4G-LTE. Hay que tener en cuenta que con la nueva incorporación del dividendo digital (antigua banda de TV-UHF 790-882 MHz, canales 61 al 69) el 4G-LTE ha pasado a tener una muy amplia cobertura, sobre todo en zonas rurales.
La conexión a Internet con un enrutador 4G-LTE el que hace es crear un punto de acceso WiFi a partir de una conexión 4G: el enrutador capta los paquetes de la red 4G-LTE y los redistribuye a través de la red WiFi y viceversa: recupera los paquetes de la red WiFi y los reenvia a la red 4G-LTE. Entre otras ventajas algunos routers 4G pueden crear redes Wi-Fi de banda dual (2,5GHz/5GHz) mediante WiFi 802.11ac.
Funcionan con una tarjeta SIM compatible y pueden tener gran cantidad de opciones: algunos de ellos tienen conector USB (disco llevar/impresora), RJ-11 para VOIP y puertos Ethernet RJ-45, de forma que pueden usarse como routers caseros en aquellas zonas rurales donde todavía no  haya llegado ni la ADSL ni la fibra óptica (o puede-ser no lleguen nunca). Hay que tener en cuenta que normalmente se los  pueden conectar antenas externas que mejoran la señal 4G (tanto en recepción como en emisión) 

### 4G-LTE
A partir de la primera conversión de la transmisión analógica (1G) a la digital (2G) de 1992, aparecieron nuevas generaciones móviles cada diez años desde el primer movimiento de la transmisión analógica (1G) a digital (2G) de 1992. Seguidamente, el 2001, con el apoyo multimedia de la 3G, transmisión de espectro extendido y, una tasa de bits de al menos 200 kbit/s (cresta), seguida el 2011/2012, por la 4G "real", que se refiere a todas las redes de conmutación de paquetes de protocolo de Internet (IP) que dan acceso móvil de ultra-banda ancha (gigabit).

### Frecuencias 4G-LTE
La red móvil 4G-LTE utiliza varias bandas de frecuencia que son:
700 MHz (banda 28 - Telstra / Optus)
850 MHz (banda 5 - Vodafone)
900 MHz (banda 8 - Telstra)
1800 MHz (banda 3 - Telstra / Optus / Vodafone)
2100 MHz (banda 1 - Telstra / Vodafone)
2300 MHz (banda 40 - Optus
2600 MHz (banda 7 - Telstra / Optus)
La banda de 700 MHz se utilizó anteriormente para la televisión analógica y entró en funcionamiento con la 4G-LTE el 2014. La banda de 850 MHz está actualmente operada como una red 3G o 4G dependiente de los lugares.

### Pros[12]
- Gran probabilidad de tener cobertura 4G ( actualmente con la nueva incorporación del dividendo digital supera el 90% del territorio) con posibilidad de llegar a lugares rurales apartados a los que la fibra le costará llegar.
- Internet 4G puede ser más barato porque no necesita línea fija y por lo tanto, no tiene sentido pagar la cuota de mantenimiento de línea
- Con Internet 4G casi no se pierde velocidad de conexión si se está alejado de la antena a pesar de no ser tan estable como con la fibra, no como la transmisión ADSL,que al ser analógica la calidad de la transmisión. es inversamente proporcional a la distancia a la central.
- La velocidad de descarga y en ciertos proveedores, también la de subida, es mucho más rápida con Internet 4G-LTE que en ADSL.
- El enchufar y funcionar del Internet 4G. Darse de alta en la red (tarjeta SIM compatible), enchufarlo a una fuente de tensión y está listo para utilizar.
- Internet 4G cuento en muchas ocasiones con la ventaja de la movilidad. Se puede llevar internet allá donde se quiera. Solo hay que tener cobertura de móvil 4G y uno suministro de tensión, que puede-ser una batería

### Contras
- Internet 4G es muy sensible, en momentos puntuales, a la saturación de la red , de forma que se verá la calidad del servicio, un hecho que también afecta a las conexiones ADSL. Una conexión simétrica que cumpla con la velocidad contratada, solo la puede ofrecer la fibra.
- El ping suele ser más bajo con 4G-LTE que con fibra óptica.
- Algunos proveedores limitan la velocidad de subida

## Estándares de datos empleados en routers inalámbricos
Hay muchos estándares de datos que han sido introducido en la tecnología de routers inalámbricos. Los estándares nuevos han sido creados para acomodar la necesidad creciente de conexiones inalámbricas más rápidas. Hay routers inalámbricos que proporcionan retro-compatibilidad con tecnologías de Wi-Fi más antiguo, mientras algunos todavía han sido fabricados para hacer uso con estándares antiguos.
- 802.11a
- 802.11b
- 802.11g
- 802.11ac
- 802.11n

## Fabricantes importantes
- Apple Inc.
- Arris
- Asus
- AVM GmbH
- Belkin
- Buffalo Technology
- Cisco
- D-Link
- HP Inc.
- Linksys
- Motorola
- Netgear
- Swisscom
- Tenda
- TP-Link
- Ubiquiti Networks
- Zyxel

## Configuración
El enrutador suele configurarse conectado en la red con un navegador. Para poder hacerlo, la red inalámbrica debe estar inhabilitada.